# ايمانويل كليفر
ايمانويل كليفر هو قس وإذاعي وسياسي أمريكي، ولد في 26 أكتوبر 1944 في وكساهاتشي في الولايات المتحدة. نشط حزبياً في الحزب الديمقراطي.

## مناصب
- انتخب Chair of the Congressional Black Caucus ‏ (2011 – 2013).
- في انتخابات مجلس النواب الأمريكي 2018 [الإنجليزية]‏، انتخب عضو مجلس النواب الأمريكي عن دائرة Missouri's 5th congressional district [الإنجليزية]‏ وقد انضم خلال فترته النيابية [الإنجليزية]‏ (2019 – 2021) للكتلة البرلمانية الحزب الديمقراطي.
- في انتخابات مجلس النواب الأمريكي 2004 [الإنجليزية]‏، انتخب عضو مجلس النواب الأمريكي عن دائرة Missouri's 5th congressional district [الإنجليزية]‏ وقد انضم خلال فترته النيابية [الإنجليزية]‏ (4 يناير 2005 – 3 يناير 2007) للكتلة البرلمانية الحزب الديمقراطي.
- في انتخابات مجلس النواب الأمريكي 2006 [الإنجليزية]‏، انتخب عضو مجلس النواب الأمريكي عن دائرة Missouri's 5th congressional district [الإنجليزية]‏ وقد انضم خلال فترته النيابية [الإنجليزية]‏ (4 يناير 2007 – 3 يناير 2009) للكتلة البرلمانية الحزب الديمقراطي.
- في انتخابات مجلس النواب الأمريكي 2008 [الإنجليزية]‏، انتخب عضو مجلس النواب الأمريكي عن دائرة Missouri's 5th congressional district [الإنجليزية]‏ وقد انضم خلال فترته النيابية [الإنجليزية]‏ (6 يناير 2009 – 3 يناير 2011) للكتلة البرلمانية الحزب الديمقراطي.
- في انتخابات مجلس النواب الأمريكي 2010 [الإنجليزية]‏، انتخب عضو مجلس النواب الأمريكي عن دائرة Missouri's 5th congressional district [الإنجليزية]‏ وقد انضم خلال فترته النيابية [الإنجليزية]‏ (5 يناير 2011 – 3 يناير 2013) للكتلة البرلمانية الحزب الديمقراطي.
- في انتخابات مجلس النواب الأمريكي 2012، انتخب عضو مجلس النواب الأمريكي عن دائرة Missouri's 5th congressional district [الإنجليزية]‏ وقد انضم خلال فترته النيابية (3 يناير 2013 – 3 يناير 2015) للكتلة البرلمانية الحزب الديمقراطي.
- في انتخابات مجلس النواب الأمريكي 2014 [الإنجليزية]‏، انتخب عضو مجلس النواب الأمريكي عن دائرة Missouri's 5th congressional district [الإنجليزية]‏ وقد انضم خلال فترته النيابية [الإنجليزية]‏ (6 يناير 2015 – 3 يناير 2017) للكتلة البرلمانية الحزب الديمقراطي.
- في انتخابات مجلس النواب الأمريكي 2016، انتخب عضو مجلس النواب الأمريكي عن دائرة Missouri's 5th congressional district [الإنجليزية]‏ وقد انضم خلال فترته النيابية [الإنجليزية]‏ (3 يناير 2017 – 3 يناير 2019) للكتلة البرلمانية الحزب الديمقراطي.
- انتخب عمدة (1991 – 1999).
- انتخب عضو  [لغات أخرى]‏ (1979 – 1991).
- انتخب عضو مجلس النواب الأمريكي.

## وصلات خارجية
- الموقع الرسمي